# Нутович, Евгений Михайлович
Евге́ний Миха́йлович Нуто́вич (14 сентября 1934, Москва — 15 февраля 2017, Москва) — российский музейный работник, коллекционер, поэт, обладатель одной из лучших коллекций русского неофициального искусства 1950—1980-х годов.

## Биография
Родился в 1934 году в Москве. Вечернюю школу окончил, работая в больнице. С 1956 года посещал семинары в Литературном институте, писал стихи. С мая 1958 года работал в Третьяковской галерее, сначала в развесочной бригаде, затем в фотолаборатории. Коллекция Е. Нутовича началась с подаренной ему в 1960 году Оскаром Рабиным картины «Вагончик селедки».
Умер 15 февраля 2017 года. Похоронен на Ваганьковском кладбище.

## Выставки картин из собрания Е. Нутовича
- 1999 — «Выставка картин из собрания Е. Нутовича». Редакция «Общей газеты», Москва.
- 1998 — «Выставка картин из собрания Е. Нутовича». Редакция журнала «Наше наследие», Москва.
- 1997 — «Мир коллекционера, взгляд современника». Музей частных коллекций, Москва.
- 1997 — «Выставка картин из собрания Е. Нутовича». Галерея «А-3», Москва.
- 1965 — «Выставка картин из собрания Е. Нутовича». Дубна.